# Łuków (rejon kowelski)
Łuków, Maciejów (ukr. Луків) – osiedle typu miejskiego na Ukrainie, w obwodzie wołyńskim, w rejonie kowelskim.
Stacja kolejowa.

## Historia

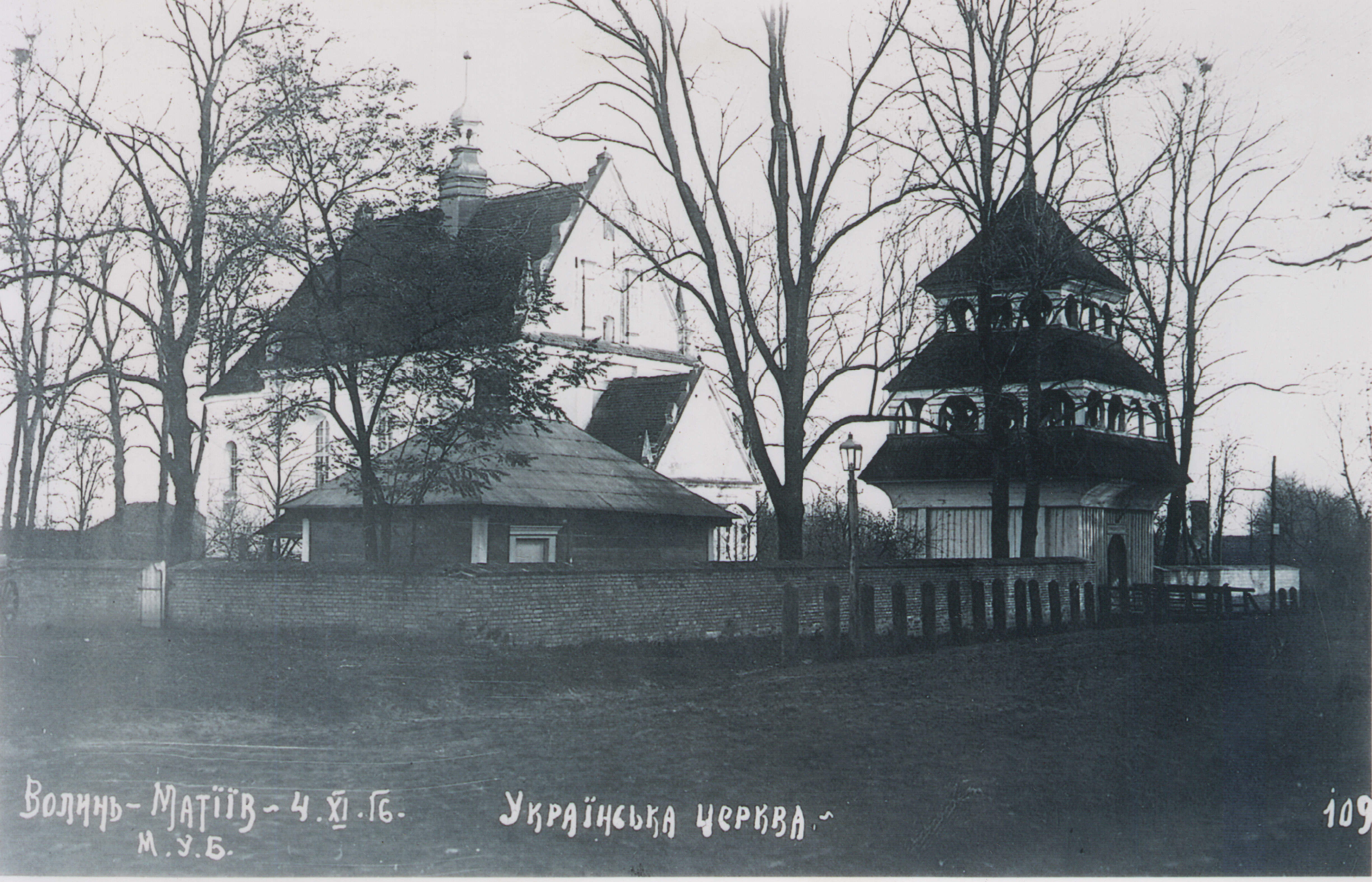
Maciejów na przełomie XIX/XX w.

Miejscowość została założona w 1537 r. Należała do Stanisława Maciejowskiego. W 1557 r. otrzymała magdeburskie prawa miejskie z rąk króla Polski Zygmunta II Augusta. Przynależała administracyjnie do ziemi chełmskiej Korony Królestwa Polskiego. Po Maciejowskim w posiadaniu Wiśniowieckich, Sapiehów i Miączyńskich. W 1708 miasteczko najechali Szwedzi. W Maciejowie został pochowany wojewoda wołyński Atanazy Walenty Miączyński.
Po III rozbiorze Polski od 1795 w zaborze rosyjskim. W 1870 administracja carska skonfiskowała kościół św. Anny. Kościół przywrócono katolikom po odzyskaniu niepodległości w 1920. W 1877 otwarto stację kolejową na trasie łączącej Chełm i Kowel.
W II Rzeczypospolitej miejscowość była siedzibą gminy wiejskiej Maciejów w powiecie kowelskim województwa wołyńskiego. W tym czasie większość mieszkańców stanowili Żydzi (74% w 1921 roku).
We wrześniu 1939 roku zajęty przez Armię Czerwoną. Od 27 czerwca 1941 okupowany przez Wehrmacht. Wkrótce po wkroczeniu Niemcy przystąpili do eksterminacji ludności żydowskiej. Latem 1941 SD z Kowla z pomocą pododdziałów 314. pułku policji rozstrzelało 200–300 Żydów. Pod koniec 1941 roku w Maciejowie założono getto; w getcie umieszczono także Żydów z okolicznych wsi.
W Maciejowie powstał posterunek niemieckiej żandarmerii w sile kilku ludzi oraz policji ukraińskiej. Od 1942 roku w mieście stacjonował także ukraiński 103 batalion Schutzmannschaft.
W maju lub w czerwcu 1942 Niemcy (żandarmeria z Łucka) oraz 103 batalion Schutzmannschaft przeprowadzili bój z partyzantami, po którym za „wspieranie bandytów” zabito 200 żydowskich mężczyzn. We wrześniu tego roku oddział SD z Łucka z pomocą niemieckich żandarmów i ukraińskich policjantów zlikwidował getto rozstrzeliwując 2,5 tys. Żydów w pobliskim kamieniołomie kredy.
W czasie okupacji niemieckiej mieszkająca tutaj ukraińska rodzina Omelaniuków ukrywała Żyda Rubina Grossera. W 1982 roku Instytut Jad Waszem uhonorował za to Stepana (pośmiertnie) i Mariję Omelaniuków tytułami Sprawiedliwych wśród Narodów Świata.
W marcu 1943 roku Maciejów zaatakowała UPA. Wysłany w pościg za jej oddziałami 103 batalion Schutzmannschaft zdezerterował i przyłączył się do napastników. Inicjatorem dezercji był Iwan Kłymczak „Łysy”, dowodzący później eksterminacją Ostrówek i Woli Ostrowieckiej. Według G. Motyki odtworzony batalion ponownie zdezerterował do UPA latem tego roku. W sierpniu 1943 podczas rzezi wołyńskiej Maciejów stał się miejscem schronienia polskich uchodźców. Niemcy sukcesywnie wywozili ich do Chełma, na roboty przymusowe w III Rzeszy bądź do obozów przejściowych. W miasteczku przystąpili do werbowania Polaków do policji. W grudniu 1943 przerzucono z Żytomierszczyzny do Maciejowa 107 batalion Schutzmannschaft złożony z Polaków, który miesiąc później zdezerterował do 27 Wołyńskiej Dywizji Piechoty Armii Krajowej.
W 1989 liczyło 3418 mieszkańców.
W 2013 liczyło 3101 mieszkańców.
Do 2020 w rejonie turzyskim.

## Zabytki

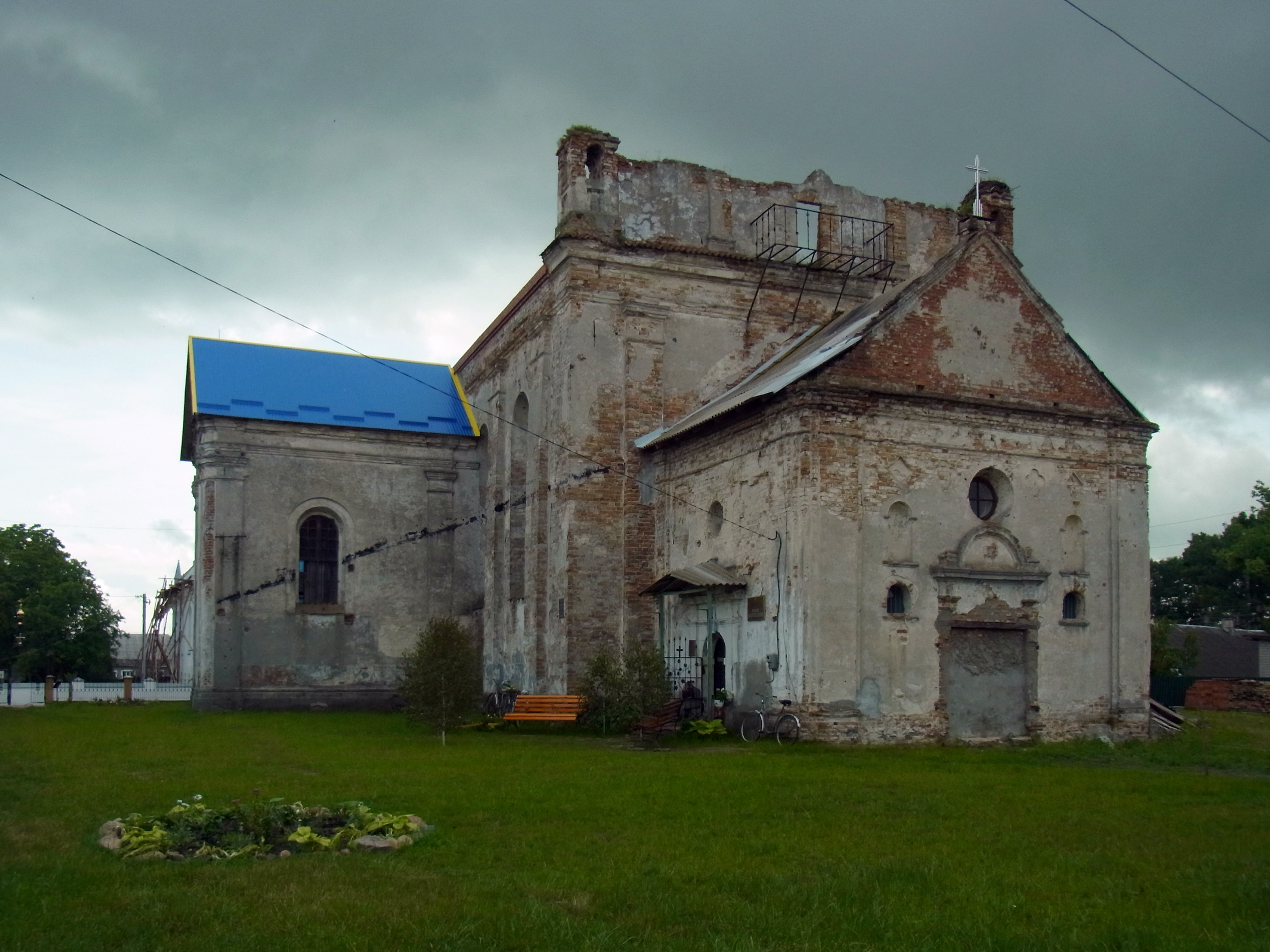
Kościół św. Anny

- Kościół św. Anny z XVI w.
- Pałac Miączyńskich
- Cerkiew św. Paraskiewy z XVIII w.

## Urodzeni
- Kazimierz Jacynik – generał brygady Wojska Polskiego
- Aleksander Kazimierz Sapieha – biskup wileński i żmudzki, sekretarz królewski